# Verulamium Lake
Verulamium Lake är en sjö i Storbritannien.   Den ligger i distriktet St Albans i grevskapet Hertfordshire i England, i den södra delen av landet, 30 km nordväst om huvudstaden London. Trakten runt Verulamium Lake består i huvudsak av gräsmarker.